# Lannapsyche chantaramongkolae
Lannapsyche chantaramongkolae är en nattsländeart som beskrevs av Malicky 1989. Lannapsyche chantaramongkolae ingår i släktet Lannapsyche och familjen böjrörsnattsländor. Inga underarter finns listade i Catalogue of Life.